# Зимние братья
«Зимние братья» (дат. Vinterbrødre) — дебютный драматический полнометражный фильм 2017 года режиссёра Хлинюра Паульмасона. Премьера фильма состоялась 3 августа 2017 года на Локарнском кинофестивале. В России в прокат кинокартина вышла 18 октября 2018 года.
Фильм принял участие в кинофестивале в Торонто в 2017 году.

## Сюжет
Современная одиссея о братских узах, одиночестве и дефиците любви. Зима, два брата работают на известняковых шахтах. Нелюдимый младший готовит самогон из украденных на фабрике химикатов. Когда одному из шахтеров становится плохо, подозрение падает именно на самогон Эмиля. Между ним и сплоченным сообществом шахтеров растет напряжение. Одновременно с этим соседская девушка Анна, в которую Эмиль тайно влюблен, выбирает старшего брата. Младшему кажется, что старший брат его предал.

## В ролях
| Актёр                | Роль                  |
| -------------------- | --------------------- |
| Эллиотт Кроссет Хов  | Эмиль                 |
| Саймон Сирс          | Йохан                 |
| Виктория Кармен Сонн | Анна                  |
| Ларс Миккельсен      | Карл                  |
| Петер Плаугборг      | Даниэль               |
| Михаэль Броструп     | Михаэль               |
| Андерс Хове          | длинноволосый мужчина |
| Лауритс Оноре Ренне  | Август                |
| Янник Йенсен         | солдат                |
| Кристофер Лиллман    | рабочий               |

## Производство
Фильм снят на плёнку 16мм и Super16.

## Критика
Обозреватель еженедельника Variety, Джессика Кианг, отмечает, что «фильм передаёт тактильные, текстурные образы, которые сливаются с музыкой Токе Брорсона Одина». Также критик выделяет актёрскую игру Эллиота Кроссет Хова, и то, что «фильм не совсем вписывается в новую волну скандинавского кино».
Журналист газеты Los Angeles Times, Гэри Голдстайн, назвал фильм «импрессионистической, временами сюрреалистической и абсурдной сказкой». Однако Голдстайл отмечает не только тонкую работу оператора Марии фон Хауссвольф и игру актёров, но и работу композитора Токе Бронсона Одина и звукорежиссёра Ларса Халворсена.
Согласно сайту-агрегатору Rotten Tomatoes, фильм оценён на 91% на основе 11 критик. А на сайте Metacritic картина оценена на 63 балла.

## Награды и номинации
| Год  | Премия                                            | Категория | Номинант | Результат |
| ---- | ------------------------------------------------- | --- | --- | --------- |
| 2017 | AFI Fest                                          | Приз зрительских симпатий — «Новые авторы» | Хлинюр Паульмасон | Номинация |
| 2017 | Международный кинофестиваль «Копенгаген: Пикс»    | «Новый талант Grand Pix» | Хлинюр Паульмасон | Победа    |
| 2017 | Салоникский кинофестиваль                         | «Лучший режиссёр» | Хлинюр Паульмасон | Победа    |
| 2017 | Салоникский кинофестиваль                         | «Золотой Александр» | Хлинюр Паульмасон | Номинация |
| 2017 | Салоникский кинофестиваль                         | Приз ФИПРЕССИ — «Специальная номинация» | «Зимние братья» | Победа    |
| 2017 | Международный кинофестиваль T-Mobile New Horizons | Приз ФИПРЕССИ — «Специальная номинация» | «Зимние братья» | Победа    |
| 2017 | Международный кинофестиваль T-Mobile New Horizons | «Гран-при» — «Международный конкурс» | «Зимние братья» | Номинация |
| 2017 | Загребский кинофестиваль                          | «Золотая коляска» — «Лучший фильм» | «Зимние братья» | Номинация |
| 2017 | Мумбайский кинофестиваль                          | «Золотые ворота» — «Международный конкурс» | «Зимние братья» | Номинация |
| 2017 | Лондонский кинофестиваль                          | Премия Сазерленда — «Первый полнометражный фильм» | «Зимние братья» | Номинация |
| 2017 | Ольденбургский кинофестиваль                      | Приз независимости Германии — Приз зрительских симпатий — «Лучший фильм»                                                                                      | «Зимние братья» | Номинация |
| 2017 | Международный кинофестиваль в Ла-Рош-сюр-Йон      | Гран-при жюри конкурса — «Международный конкурс» | «Зимние братья» | Номинация |
| 2017 | Международный кинофестиваль в Ла-Рош-сюр-Йон      | Специальный приз от жюри — «Международный конкурс» | «Зимние братья» | Победа    |
| 2017 | Международный кинофестиваль в Минске              | Мемориальная награда Виктора Турова за «Лучший фильм» — «Молодёжь на марше: конкурс художественных фильмов»                                                   | «Зимние братья» |           |
| 2017 | Международный кинофестиваль в Локарно             | Золотой леопард — «Лучший фильм» | «Зимние братья» | Номинация |
| 2017 | Международный кинофестиваль в Локарно             | Приз Экуменического жюри — «Специальная номинация» | «Зимние братья» | Победа    |
| 2017 | Международный кинофестиваль в Локарно             | Юниорская премия жюри — «Международный конкурс» | «Зимние братья» | Победа    |
| 2017 | Международный кинофестиваль в Локарно             | Europa Cinemas Label | «Зимние братья» | Победа    |
| 2017 | Международный кинофестиваль в Локарно             | «Лучший актёр» | Эллиот Кроссет Хов | Победа    |
| 2017 | Севильский Европейский Кинофестиваль              | «Лучшая операторская работа» | Мария фон Хауссвольф | Победа    |
| 2017 | Camerimage                                        | «Лучший кинематографический дебют» | Мария фон Хауссвольф | Победа    |
| 2018 | Бодиль                                            | «Лучший кинооператор» | Мария фон Хауссвольф | Победа    |
| 2018 | Бодиль                                            | «Лучший фильм» | «Зимние братья» | Победа    |
| 2018 | Бодиль                                            | «Лучший актёр» | Эллиот Кроссет Хов | Номинация |
| 2018 | Бодиль                                            | «Лучший актёр второго плана» | Саймон Сирс | Номинация |
| 2018 | Кинопремия Северного совета                       | Кинопремия Северного совета | «Зимние братья» | Номинация |
| 2018 | Первый Европейский кинофестиваль в Анже           | Приз Большого жюри — «Художественный фильм» | «Зимние братья» | Победа    |
| 2018 | Пекинский международный кинофестиваль             | Награда «Вперёд будущее» — «Лучший новый фильм» | «Зимние братья» | Победа    |
| 2018 | Роберт                                            | «Лучший фильм» | «Зимние братья» | Победа    |
| 2018 | Роберт                                            | «Лучший актёр» | Эллиот Кроссет Хов | Победа    |
| 2018 | Роберт                                            | «Лучшая операторская работа» | Мария фон Хауссвольф | Победа    |
| 2018 | Роберт                                            | «Лучший дизайн костюмов» | Нина Гренлунд | Победа    |
| 2018 | Роберт                                            | «Лучший режиссёр года» | Хлинюр Паульмасон | Победа    |
| 2018 | Роберт                                            | «Лучший оригинальный сценарий» | Хлинюр Паульмасон | Номинация |
| 2018 | Роберт                                            | «Лучший редактор» | Юлиус Крэбс Дамбсо | Номинация |
| 2018 | Роберт                                            | «Лучший гримёр» | Екатерина Терсгова | Победа    |
| 2018 | Роберт                                            | «Лучший композитор» | Токе Бронсон Один | Номинация |
| 2018 | Роберт                                            | «Лучшее оформление» | Густав Понтоппидан | Победа    |
| 2018 | Роберт                                            | «Лучший звук» | Ларс Халворсен | Победа    |
| 2018 | Роберт                                            | «Лучшая актриса второго плана» | Виктория Кармен Сонн | Победа    |
| 2018 | Роберт                                            | «Лучший актёр второго плана» | Ларс Миккельсен | Номинация |
| 2018 | Роберт                                            | «Лучший актёр второго плана» | Саймон Сирс | Номинация |
| 2018 | Премия Эдда, Исландия                             | «Актёр года» | Эллиот Кроссет Хов | Номинация |
| 2018 | Премия Эдда, Исландия                             | «Актёр второго плана» | Ларс Миккельсен | Номинация |
| 2018 | Премия Эдда, Исландия                             | «Лучший фильм» | «Зимние братья» | Номинация |
| 2018 | Международный кинофестиваль в Стамбуле            | «Золотой тюльпан» — «Международный конкурс» | «Зимние братья» | Номинация |
| 2018 | Международный кинофестиваль «Молодость»           | «Лучший полнометражный фильм» | «Зимние братья» | Победа    |
| 2018 | Кинофестиваль в Майами                            | Премия сценариста Джордана Александра Ресслера — «Лучший сценарий»                                                                                            | Хлинюр Паульмасон | Номинация |
| 2018 | Кинофестиваль Oak Cliff                           | Приз Большого жюри — «Лучшее повествование» | Хлинюр Паульмасон | Номинация |
| 2018 | Международный кинофестиваль в Сан-Франциско       | «Золотые ворота» — «Новые режиссёры» | Хлинюр Паульмасон | Номинация |
| 2018 | Трансильванский международный кинофестиваль       | Transilvania Trophy — «Лучшее направление» | «Зимние братья» | Победа    |
| 2018 | Трансильванский международный кинофестиваль       | Transilvania Trophy — «Лучший фильм» | «Зимние братья» | Номинация |
| 2018 | Вильнюсский международный кинофестиваль           | «Новая Европа — Конкурс новых имён» — «Лучший фильм» | «Зимние братья» | Победа    |
| 2018 | Вильнюсский международный кинофестиваль           | «Новая Европа — Конкурс новых имён» — «Лучший актёр» | Эллиот Кроссет Хов | Победа    |
| 2018 | Вильнюсский международный кинофестиваль           | «Лучший актёр» | Эллиот Кроссет Хов | Победа    |
| 2019 | Motion Picture Sound Editors                      | Золотая катушка — «Выдающиеся достижения в области звукового монтажа — звуковые эффекты, Фоули, диалог и ADR для художественного фильма на иностранном языке» | Ларс Халворсен (главный звуковой редактор), Ханс Кристиан Арнт Торп (редактор диалогов), Хейкки Косси (художник Фоули), Пьету Корхонен (редактор Фоули) | Номинация |